# Morane-Saulnier MS.406
Morane-Saulnier MS.406 (Моран-Солние МС.406) е френски едноместен изтребител, моноплан-нископлощник с бутален двигател, създаден от фирмата Morane-Saulnier в средата на 1930-те г. Това е основният изтребител на въоръжение на френските ВВС (Armée de l'air) при избухването на Втората световна война.

## Създаване
Историята на този самолет започва през 1934 г., когато отделът Service Technique Aéronautique (Въздухоплавателна техническа служба) към Armée de l'Air обявява конкурс по програмата С1 (C – на френски: Chasseur: Изтребител; 1 – едноместен) за нов изтребител-моноплан, който да замени старите Dewoitine D.500 и Loire 46.

### MS.405
През лятото на 1935 г. от фирмата Morane-Saulnier по това изискване е произведен прототипът M.S.405N-01, който прави първият си полет на 8 август същата година, а вторият прототип MS.405N-02 излита през януари 1937 г. Това е целометален изтребител-моноплан с нискоразположено крило, като двигателят на първия прототип е Hispano-Suiza 12Ygrs (860 hp), а на втория – Hispano-Suiza 12Ycrs (900 hp). И при двата варианта е предвидено въоръжение от едно 20-mm авиационно моторно оръдие (стрелящо през кухия вал на витлото), и две 7,5-mm картечници в крилата. На изпитанията вторият прототип показва максимална скорост от 443 km/h, което е достатъчно през февруари 1937 г. фирмата да получи поръчка за 15 предсерийни машини, тъй като към момента самолетът няма конкуренция.

### MS.406
Малко по-късно през същата 1937 г. полита и четвъртият прототип MS.405N-04, който е с двигател Hispano-Suiza 12Y-31 с прибиращ се радиатор под фюзелажа и демонстрира скорост от 489 km/h. Този прототип е избран да влезе в серийно производство и да постъпи на въоръжение във френските ВВС, като е преобозначен на MS.406. Еталон за серийното производство става MS.406N-16, като при него крилото е олекотено с 23 kg.

## Варианти и модификации
- MS.405 – Първи прототипи. Произведени 17 машини.
- MS.406 – Основен вариант на изтребителя. Дадена е поръчка за 1000 машини, разпределена между три предприятия от държавната промишленост и фирмата Morane-Saulnier.
- MS.410 – Вариант с усилено крило, фиксирани радиатори на двигателя, барабанните пълнители на картечниците са заменени с лентови, променени са и изпускателните тръби за изгорелите газове с цел увеличаване на тягата. Всичко това довежда до увеличаване на скоростта до 509 km/h. До капитулацията на Франция обаче са произведени само 5 екземпляра. По-късно, вече под немски контрол започва конвертирането на част от оцелелите в битките MS.406 до стандарта на MS.410, но основно са променяни само крилата.
- MS.411/412 – MS.411 е модификация с двигател Hispano-Suiza 12Y-45 (1000 hp). Преработен е само един самолет (12-ия предсериен екземпляр). Модификацията MS.412 е с двигател Hispano-Suiza 12Y-51 (1050 hp), но машината не е завършена до края на войната.
- MS.430/435 – На базата на изтребителя е създаден двуместен учебно-тренировъчен самолет със звездообразен двигател с въздушно охлаждане Salmson 9Ag (390 hp). Прототипът MS.430 излита на 3 март 1937 г. След изпитания, продължили до 1939 г. е решено машината да се преработи и да се постави нов двигател – звездообразния Gnome-Rhone 9Kdrs (405 hp). Машината под обозначение MS.435 излита на 6 декември 1939 г. и показва много добри данни. Поръчани са 60 самолета, но капитулацията на Франция през 1940 г. не е произведена нито една машина.
- MS.450 – Модификация с двигател Hispano-Suiza 12Z (1300 hp), свободноносещи опашни хоризонтални плоскости и изцяло дуралуминиева обшивка на тялото (на самолетите MS.406 хоризонталните стабилизатори се придържат от стойки, а част от обшивката на тялото е платнена). Прототипът излита на 14 април 1939 г., но не влиза в серийно производство, поради проблеми с новия двигател, които не са решени до капитулацията на Франция.

### Швейцарски варианти
Швейцария закупува две машини в края на 1938 – началото на 1939 г. с лицензни права за производството на 82 самолета. Това са самолети, обозначени като MS.406Н, представляващи MS.405 с двигател Hispano-Suiza 12Y-31. По-късно се произвеждат машини на базата на MS.412 и MS.450.
- EFW D-3800 – Лицензен вариант на MS.406Н. Двигателите са същите, но произвеждани под лиценз от Adolph Saurer AG. Заменени са и барабанните пълнители на картечниците с лентови, за да се избегнат издутините по крилата при френските машини. Произведени 74 машини.
- EFW D-3801 – Лицензен вариант на MS.412. Произведени 207 машини.
- EFW D-3803 – Лицензен вариант на базата на MS.450 с двигател Sauer YS-2. Френските картечници в крилото са заменени с 20-mm швейцарски оръдия Oerlikon FF F. Първият D-3803 излита през есента на 1944 г. Произведени са 12 самолета.

### Финландски варианти
По време на Зимната война Франция доставя на Финландия 30 MS.406. По-късно Финландия получава от Германия още 46 MS.406 и 11 MS.410 от трофейните френски машини. По това време тези изтребители вече са много остарели, но липсата на техника принуждава финландците да предприемат опити за тяхното модернизиране. Под ръководството на авиационния инженер Аарне Лакомаа (Aarne Lakomaa) една машина е преоборудвана със съветския двигател М-105П, който всъщност е развитие на лицензна версия на френския Hispano-Suiza 12Y. Модификацията се оказва успешна (скоростта достига до 525 km/h) и самолетът е приет на въоръжение под името Mörko Moraani (Мьорко Мораани; на фински: Mörko e митично същество, страшилище във финландския фолклор). Въоръжението на модифицираните самолети също не е оригинално – използвани са немските 20-mm моторни оръдия MG-151/20 и трофейни съветски картечници УБ. До края на Съветско-финландската война (1941 – 1944) са произведени само три екземпляра, като след края на Втората световна война броят на финландските Mörko Moraani достига до 41.

## Оператори
Освен за Франция има договорени самолети за Финландия (получила 30 машини), правителството на Чан Кайшъ в Китай (12 машини), Литва (13 машини), Турция (45 машини, доставени 30), Югославия (20 машини) и Полша (160 машини), но те не са доставени поради избухването на Втората световна война. Според някои източници 20 броя MS.406 са доставени и на България за Въздушните на Н. В. войски, но въпреки че са водени разговори за подобна доставка, в крайна сметка България получава по-добрите Dewoitine D.520.
- Независима хърватска държава – Получени известен брой трофейни френски машини от Германия
- Финландия – Първоначално 30 машини от Франция, впоследствие още 46 MS.406 и 11 MS.410 от трофейните френски машини.
- Франция
- Вишистка Франция
- Нацистка Германия – известно количество трофейни MS.406 са използвани като учебно-тренировъчни самолети
- Италия – подобно на Германия известно количество трофейни MS.406 са използвани като учебно-тренировъчни самолети.
- Швейцария

## Оперативна история

### Франция
При избухването на Втората световна война, MS.406 е основният изтребител във френските ВВС. В началото на войната (т. нар. Странна война), негови противници са основно немските разузнавателни самолети, изпълняващи мисии над Белгия, Холандия и Франция. Първата победа, удържана с този самолет е в началото на септември 1939 г., а първата загуба – на 21 септември същата година (самолетът е свален от немския ас Вернер Мьолдерс). В периода на Странната война MS.406 регистрират 80 победи срещу 18 свои загуби
При нахлуването на Нацистка Германия във Франция, окончателно става ясно, че MS.406 е морално остарял. Макар че леко превъзхожда основния тогава немски изтребител Ме-109Е в хоризонтална маневреност, той му отстъпва в скорост, вертикална маневреност и мощ на въоръжението. Въпреки това, благодарение на отличната си индивидуална подготовка, френските пилоти нанасят сериозни поражения на немците. Така на 13 май 1940 г. шест MS.406 за 20 секунди свалят шест Messerschmitt Bf 110, а на 8 юни девет MS.406 атакуват немска бомбардировъчна формация, прикривана от изтребители и свалят 11 самолета без собствени загуби, като един пилот от групата успява за 15 секунди да свали три Ме-109. Въпреки майсторството и храбростта на пилотите, техническата и основно тактическата изостаналост на френските ВВС довеждат до загубата на войната във въздуха.
След капитулацията на Франция самолетите MS.406 остават на въоръжение в колаборационисткото правителство на Виши. Под неговия флаг те се сражават срещу дотогавашните си съюзници – британците – в Северна Африка (операциите Катапулт и Факел), Близкия изток (Ливан, Сирия и Ирак), Източна Африка (операция Броненосец) и Индокитай (Френско-тайландската война 1940 – 1941 г.), като последното сражение на френските MS.406 е на 7 май 1942 г. над Мадагаскар, където успяват да свалят един британски Martlet II.

### Финландия
По време на Зимната война Финландия получава от Франция 30 машини през януари 1940 г., които влизат в състава на авиогрупа LLv-28. До края на бойните действия самолетите изпълняват 259 бойни полета, като имат 16 потвърдени въздушни победи при загубата на 10 повредени машини и 4 катастрофирали при обучението на пилоти.
Загубите са попълнени с получени от Германия трофейни френски машини, които освен в LLv-28, влизат и в LLv-14. От 1941 г. до 1944 г. въздушните победи на финландските пилоти, летящи на MS.406 са 121, като най-резултатен е Урхо Лехтоваара (Urho Lehtovaara) с 15 победи.
Финландските MS.406, както и модернизацията им Mörko Moraani, са използвани и след войната като учебно-тренировъчни самолети – последният е изведен от въоръжение през 1952 г.

### Швейцария
Вариантите на MS.406 в Швейцария остават най-дълго на въоръжение – последният е изписан през 1959 г. По време на Втората световна война техните мисии са единствено за защита на суверенитета на неутрална Швейцария – при тях те свалят или приземяват принудително около 40 самолета, нарушили швейцарското въздушно пространство.